# 豊島区立巣鴨北中学校
豊島区立巣鴨北中学校（としまくりつすがもきたちゅうがっこう）は、東京都豊島区にある中学校。旧豊島区立大塚中学校と旧豊島区立朝日中学校との合併により設立された学校である。旧朝日中学校の場所には、大都映画巣鴨撮影所があった。

## 教育目標
- 自主
- 自立
- 連帯

## 創立
- 2001年（平成13年）4月1日

## 住所
東京都豊島区西巣鴨3-17-1

## 面積
- 敷地：約13,220 m2
- 建坪：5,774 m2

## 部活動
- 運動部
  - サッカー部
  - 野球部
  - バスケットボール部
  - 硬式テニス部
  - バレーボール部
  - バドミントン部
- 文化部
  - 吹奏楽部　
  - 茶道部
  - 家庭科部
  - 美術部
  - 和太鼓部
  - 技術部

## 委員会
・巣鴨北中学校生徒会
・1年〜3年学級委員会
・美化委員会
・図書委員会
・体育委員会
・保健委員会
・給食委員会
・生活委員会
・放送委員会